# Markus Stöckl
Markus Stöckl (* 9. April 1974 in Oberndorf in Tirol) ist ein Extrem-Radfahrer aus Tirol, Österreich. Er hält oder hielt zahlreiche Rekorde speziell im Bereich Hochgeschwindigkeits-Downhill auf dem Mountainbike, in dieser Kombination auch Speedbike genannt.

## Rekorde
- Geschwindigkeitsweltrekord für Serienbikes: 187,013 km/h auf Schnee, Les Arces, ca. 1999
- Geschwindigkeitsweltrekord für Serienbikes: 210,4 km/h auf Schnee-Piste, Intense M6 FRO, chilenische Anden (andere Quelle: Argentinien), 2007, Dauer ca. 40 Sekunden
- Geschwindigkeits-Weltrekord für Serien-Mountain-Bikes: 164,95 km/h auf Sand und Geröll, Vulkankegel des Cerro Negro, Nicaragua, 2011, Streckenlänge 550 Meter bei 45° Hangneigung; die vormalige neun Jahre alte Bestmarke des Franzosen Éric Barone wurde um 1 km/h überboten; Barone, der im Auslauf seines Versuchs schwer stürzte und seither nicht mehr selbst aktiv sein kann, war für Stöckls Versuch als Organisator tätig
  - überboten 2022: 167,6 km/h

Neben seinen Ambitionen im Aufstellen neuer Hochgeschwindigkeitsrekorde betreibt Markus Stöckl ein eigenes internationales Mountainbike-Rennteam namens MS-RACING, welches er zusammen mit Lukas Haider 2003 gegründet hat. Seither konnte das Team diverse nationale sowie internationale Titel einstreichen und zählt zu den besten Rennteams der Welt.

## Zitate
- Nur bei Höchstgeschwindigkeit fährt man halbwegs stabil. (2011, bezogen auf den Rekordversuch am Cerro Negro)

## Belege
1. ↑  Markus Stöckl auf redbull.com, eingesehen am 31. Juli 2023.

| Personendaten    | Personendaten                     |
| ---------------- | --------------------------------- |
| NAME             | Stöckl, Markus                    |
| KURZBESCHREIBUNG | österreichischer Extrem-Radfahrer |
| GEBURTSDATUM     | 9. April 1974                     |
| GEBURTSORT       | Oberndorf in Tirol                |